# Nadine – Eine kugelsichere Liebe
Nadine – Eine kugelsichere Liebe (Nadine) ist eine US-amerikanische Filmkomödie von Robert Benton aus dem Jahr 1987.

## Handlung
Texas im Jahr 1954. Nadine Hightower steht kurz vor der Scheidung von ihrem Ehemann Vernon, der mit Renée Lomax verlobt ist. Nadine ist schwanger.
Nadine will bei einem Fotografen ihre Nacktfotos abholen, die im Playboy erscheinen sollten. Er wird getötet, als sie sich in einem Nebenraum des Studios aufhält. Sie will ihre Fotos mitnehmen, aber irrtümlich nimmt sie die Fotos der geheimen und wertvollen Pläne einer neuen Autobahn mit.
Nadine und Vernon befinden sich seitdem auf der Flucht vor der Polizei und vor den von Buford Pope angeführten Gangstern, die die Pläne haben wollen. Nadine und Vernon werden zu Pope gebracht, können jedoch fliehen. Sie verbringen zusammen in Vernons Wohnwagen eine Nacht.
Vernon will die Grundstücke entlang der Trasse der geplanten Autobahn aufkaufen, wobei ihm sein Cousin, ein Anwalt, helfen soll. Der Anwalt verbündet sich stattdessen mit Pope.
Lomax macht Schluss mit Vernon, als sie im Wohnwagen von Vernon Nadines Kleider findet.
Im Showdown auf einem Pope gehörenden Schrottplatz überwältigt Vernon einen der Helfer Popes, der von seinem Chef erschossen wird. Vernon erschießt einen anderen seiner Männer. Er sieht die auf dem Boden liegenden Pläne, will sie aufheben und stellt fest, dass Pope auf ihn zielt. Nadine kommt jedoch aus einem Versteck, sie zielt auf Popes Kopf. Der Gangster wird der Polizei übergeben.

## Kritiken
Der Film erhielt überwiegend negative sowie gemischte Kritiken und erreichte bei Rotten Tomatoes eine Bewertung von 40 %, basierend auf 10 Kritiken.
- Roger Ebert schrieb in der Chicago Sun-Times, dass in den Filmen, die nach dem Vornamen des weiblichen Hauptcharakters betitelt seien, dieser Charakter exzentrisch sei, aber ein großes Herz habe. Dieser Film sei keine Ausnahme. Ebert schrieb, dass der Film einige witzigen Szenen habe, aber er nicht viel lachen konnte.[2]
- Hal Hinson kritisierte in der Washington Post das Drehbuch. Er lobte Kim Basinger und die Chemie zwischen den Hauptdarstellern.[3]